# Levensboom (Wim Tap)
De Levensboom is een kunstwerk in Amsterdam-Centrum.
Het is een creatie van kunstenaar Wim Tap. Het zou uit 1989 stammen. Het kunstwerk bestaat uit twee delen. Het meest in het oog springend gedeelte wordt gevormd door een zuil van blauw hardsteen. Deze is voor het onderste deel grof bewerkt, alsof de kolom is aangevreten. Het middenstuk is juist strak gepolijst, alsof het nog nieuw is. Daarboven op is een plastiek geplaatst. In de nabijheid van die kolom ligt een lichtjes bewerkte zwerfkei, het tweede onderdeel. De levensboom is te zien op het zuidelijke punt van het J.W. Siebbeleshof, daar waar de Kromboomsloot over gaat in de Snoekjesgracht.
Een soortgelijk beeld leverde Wim Tap al in 1978 aan de gemeente Amstelveen. Deze boom bestond ook daadwerkelijk uit boom. Tap had het hout zodanig bewerkt dat het erop leek dat het hout was aangevreten door schorskevers. Dit kunstwerk bestond ook uit twee delen. De aangevreten boom werd ook hier vergezeld door een zwerfkei.